# 王畿 (萬曆進士)
王畿（1549年—1630年），字翼邑，号慕蓼。福建泉州府晉江縣人，明朝政治人物。同進士出身。

## 生平
萬曆二十二年（1594年）甲午科福建鄉試第一名舉人。萬曆二十六年（1598年）登戊戌科進士，授江西余干縣知縣，次年改浙江紹興府學教授，二十九年入為國子監博士，三十一年轉為戶部雲南司主事，三十四年主考四川鄉試，三十五年升郎中，宁府管粮，三十六年出官浙江杭州府知府，三十九年升本省提学副使，拔取施邦曜等人。四十二年升江西右参政，加升按察使，四十六年升山西右布政使，本年升浙江左布政使，天啓元年（1621年）养病。著《四书易经解》、《樗全集》。

## 家族
祖父王希程。父王守洛。

## 延伸阅读
[在维基数据编辑]
 《明史卷二百八十三》，出自《明史》